# Tim Burke
Tim Burke (Newcastle-on-Tyne, 1965) é um supervisor de efeitos visuais britânico. Graduado em Design Gráfico, tornou-se conhecido por trabalhar na companhia de Ridley Scott e nas sagas cinematográficas Harry Potter e Fantastic Beasts and Where to Find Them.
Foi indicado à edição de 2011 do Oscar por Harry Potter and the Deathly Hallows – Part 1 e em 2012, Harry Potter and the Deathly Hallows – Part 2 e já venceu na edição de 2001 pelo filme Gladiator na categoria de melhores efeitos visuais.